# Kostelec (Krnov)
Kostelec (dříve Bílý Kostel, německy Weisskirch) je původně samostatná vesnice, která byla v roce 1921 připojena ke Krnovu. Leží na obou březích řeky Opavy a spadá do místní části Pod Bezručovým vrchem.
První písemná zmínka o Kostelci pochází z roku 1279, kdy je vesnice zmiňována jako majetek města Krnov, darovaný mu již dříve Přemyslem Otakarem II. Dřívější název dal vesnici zdejší kostel sv. Benedikta. Dnes leží Kostelec spolu s Krnovem a jeho Horním a Hlubčickým Předměstím v katastrálním území Krnov-Horní Předměstí.